# Emil Ziehl

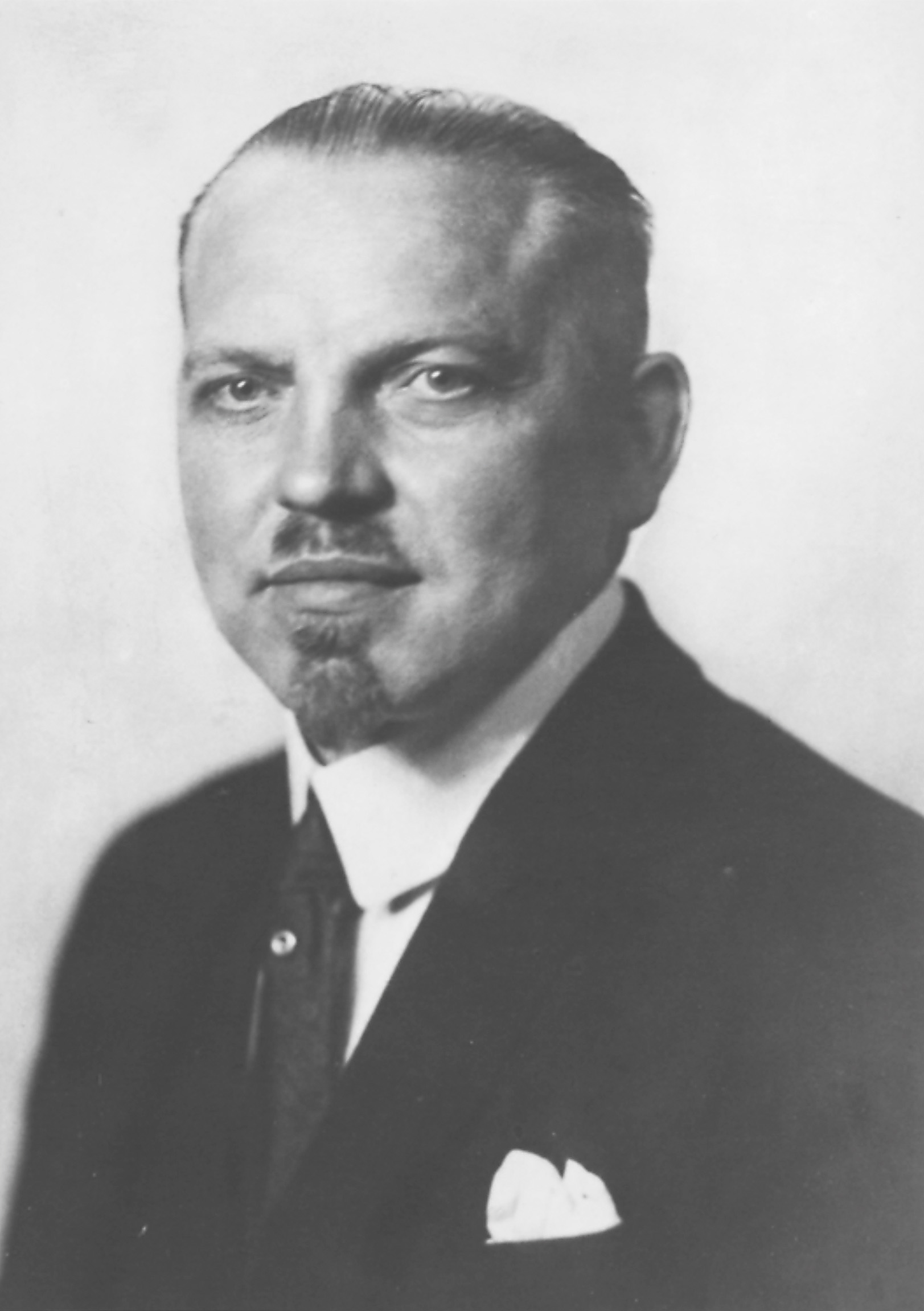
Emil Ziehl

Assinatura do Emil Ziehl

Emil Ziehl (* 1873; †1 de junho 1939) foi um engenheiro e empresário alemão.
Emil Ziehl cresceu com cinco outros irmãos na ferraria de seu pai em Brandemburgo e esperava-se que ele aprendesse o ofício familiar. Devido ao talento artístico mostrado por Emil, seu professor convenceu seu pai de que ele tinha que frequenter a Escola de Desenho Rackow, em Brandemburgo. Depois ele continuou seus estudos na Universidade Técnica de Berlim.
Por recomendação de seu professor, ele começou sua carreira como engenheiro de projeto na AEG. No desenvolvimento de motores elétricos, Emil Ziehl realizou um trabalho pioneiro medindo e testando geradores. Em 1897 ele começou a trabalhar para a Berliner Maschinenbau AG, para a qual ele desenvolveu o primeiro rotor acionado eletricamente suspenso por eixos e assim também o primeiro motor de rotor externo. A patente alemã foi-lhe concedida em 1904. Uma patente nos EUA já lhe havia sido concedida em 27 de novembro de 1900.
No início do 1910, Emil Ziehl fundou a empresa Ziehl-Abegg com o investidor sueco Eduard Abegg. Ziehl tinha depositado grandes esperanças em Abegg, que deveria desenvolver turbinas eólicas para a empresa. Depois que o logotipo da empresa já estava em circulação, descobriu-se que Abegg não podia cobrir o financiamento prometido e que a patente introduzida para geradores eólicos não era apta. Abegg deixou a empresa nesse mesmo ano. 
Emil Ziehl teve três filhas e dois filhos. O filho mais velho, Günther Ziehl, nasceu em 5 de Setembro de 1913, o mais novo, Heinz, em 1917. Günther Ziehl começou seus estudos na Escola Técnica Superior de Berlim-Charlottenburg em 1935 e mais tarde assumiu a direção da empresa do pai.
A comunidade de Schöntal homenageou o trabalho de Emil Ziehl em 2015 dando o nome do empresário a uma rua, Emil-Ziehl-Straße. A rua encontra-se na localidade de Bieringen, onde há uma fábrica de produção da Ziehl-Abegg. A nova placa de rua foi apresentada pela prefeita Patrizia Filz ao neto de Emil Ziehl, Uwe Ziehl, por ocasião das celebrações pelos 50 anos de trabalho de produção da Ziehl-Abegg em Schöntal-Bieringen.

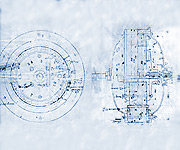
Primeiro desenho do motor de rotor externo
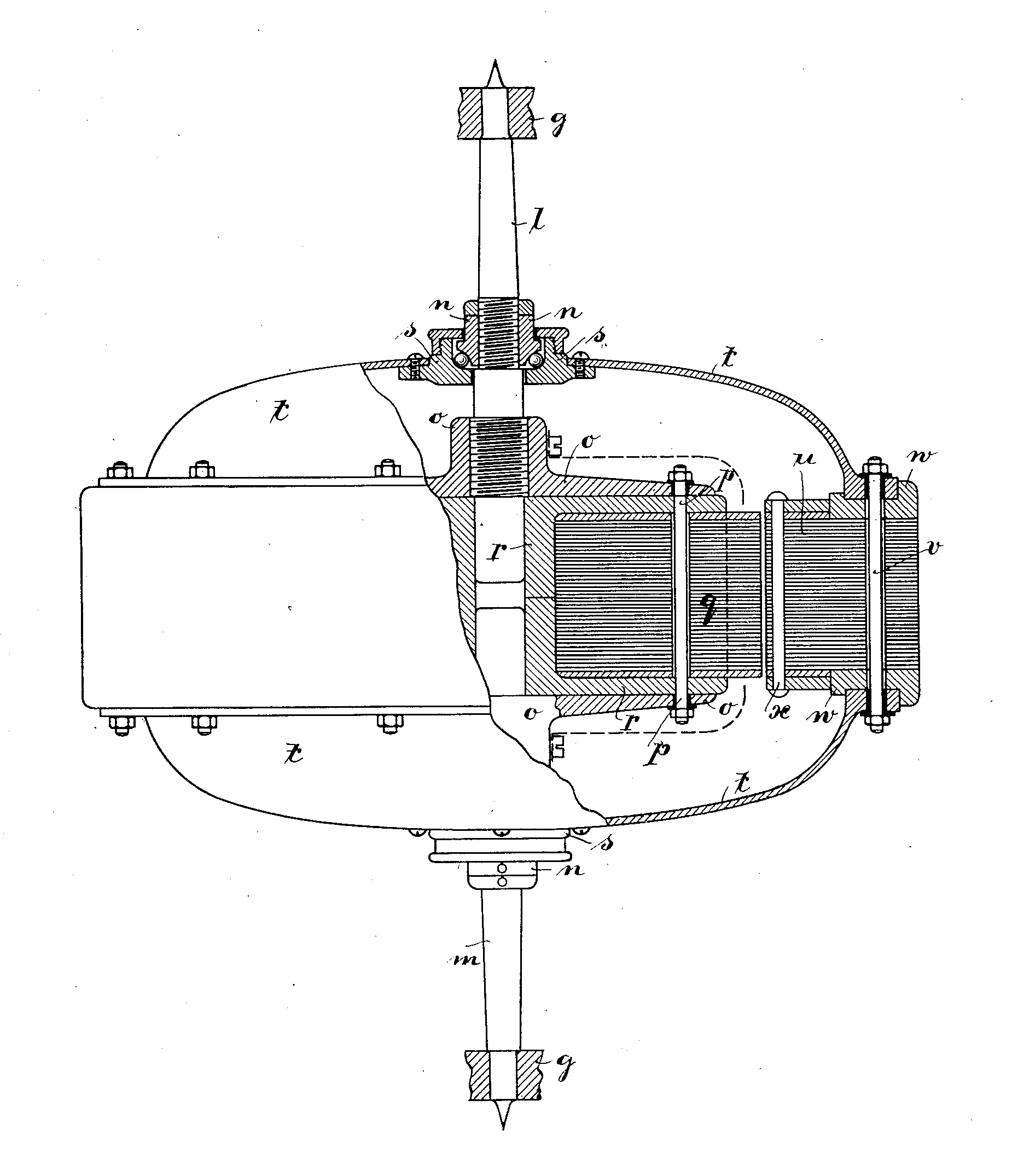
Desenho do motor de rotor externo na patente US662484 A